# Souligné-Flacé
Souligné-Flacé (früher: Souligné-sous-Vallon) ist eine französische Gemeinde mit 1.543 Einwohnern (Stand: 1. Januar 2022) im Département Sarthe in der Region Pays de la Loire. Sie gehört zum Arrondissement La Flèche und zum Kanton La Suze-sur-Sarthe. Die Einwohner werden Solignéens genannt.

## Geographie
Souligné-Flacé liegt etwa 14 Kilometer westsüdwestlich von Le Mans am Gée. Umgeben wird Souligné-Flacé von den Nachbargemeinden Coulans-sur-Gée im Norden, Chauffour-Notre-Dame im Norden und Nordosten, Étival-lès-le-Mans im Osten, Louplande im Süden und Südosten, Chemiré-le-Gaudin im Südwesten, Crannes-en-Champagne im Westen und Nordwesten sowie Brains-sur-Gée im Nordwesten.

## Bevölkerungsentwicklung
| Jahr                      | 1962 | 1968 | 1975 | 1982 | 1990 | 1999 | 2006 | 2013 |
| Einwohner                 | 531  | 509  | 460  | 593  | 654  | 663  | 733  | 698  |
| Quelle: Cassini und INSEE |      |      |      |      |      |      |      |      |

## Sehenswürdigkeiten
- Kirche Saint-Rigomer aus dem 12. Jahrhundert mit Umbauten aus dem 15. Jahrhundert
- Kapelle Saint-Jean-Baptiste in Flacé aus dem 12. Jahrhundert, Umbauten aus dem 15./16. Jahrhundert, Monument historique
- Schloss Macquillé aus dem 16. Jahrhundert
- Schloss Épichelières
- Herrenhaus Monceaux aus dem 14./15. Jahrhundert
- Herrenhaus Bellefontaine aus dem 15. Jahrhundert, Umbauten aus dem 18. Jahrhundert
- Herrenhaus La Roche

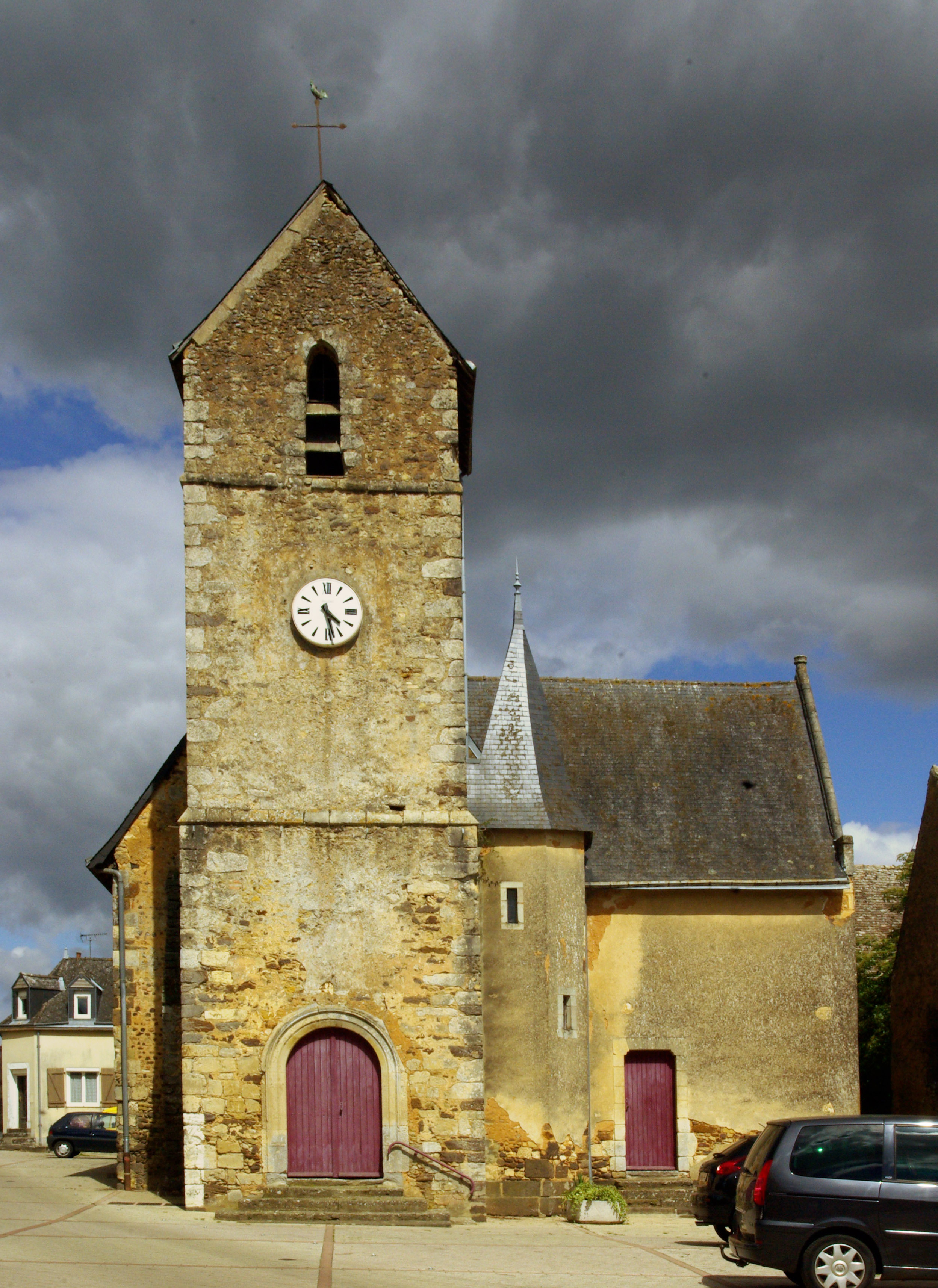
Kirche Saint-Rigomer
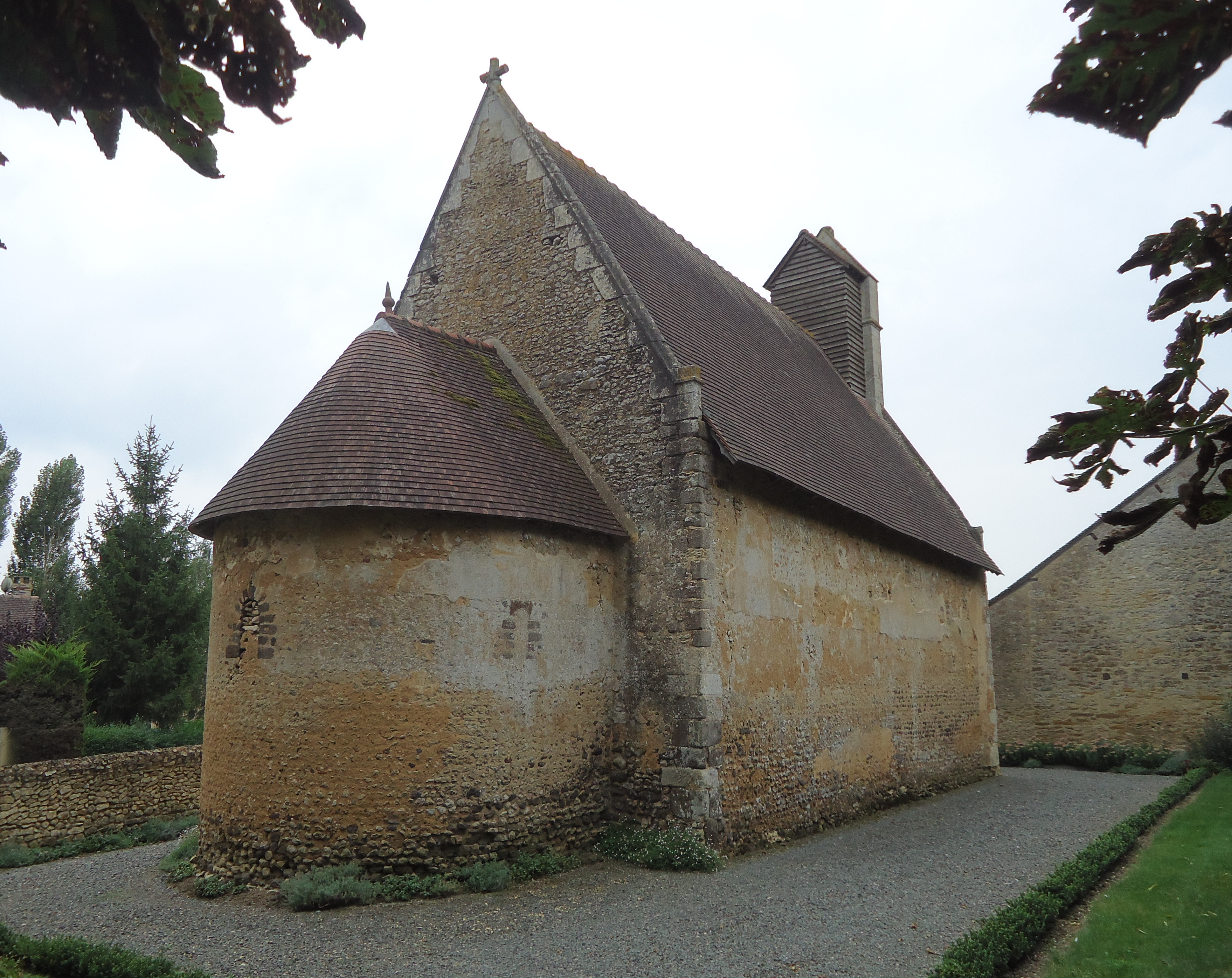
Kapelle Saint-Jean-Baptiste
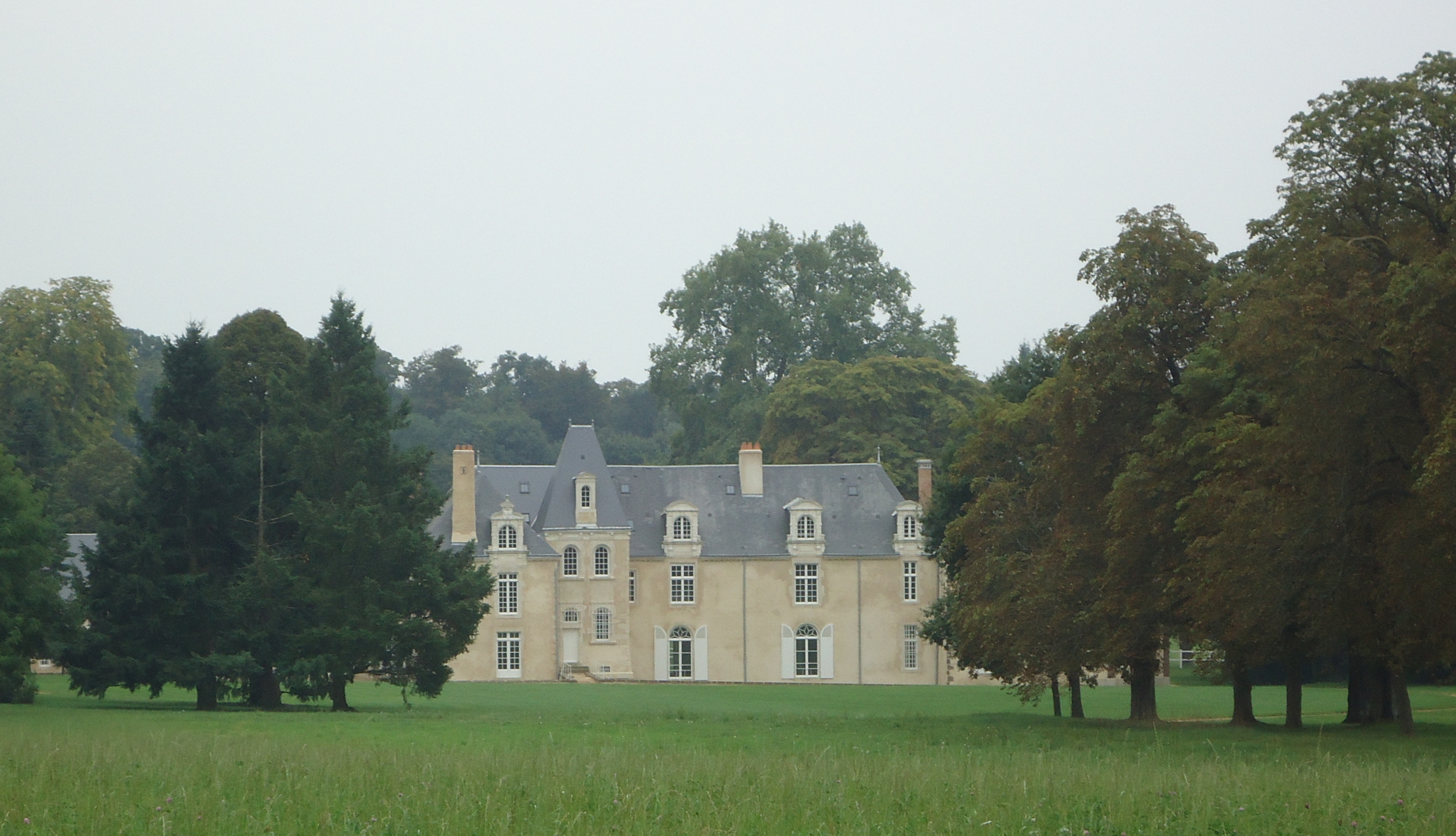
Schloss Macquillé